# Emerson César dos Santos
Emerson César dos Santos (São Paulo, Brasil, 29 de julio de 1980) es un futbolista brasileño que juega de delantero. 

## Trayectoria
Empezó su carrera profesional en el Mirassol FC en su país debutando en el 2000 permaneció en el club hasta 2002 ya que emigró a México ara jugar con el Club Universidad Nacional luego fue trasladado al Lagartos de Tabasco del mismo país y posteriormente en 2004 se fue con Delfines de Coatzacoalcos de la misma categoría y regresó a su país para militar en el Mixto EC desde comienzos de 2008 se encuentra jugando en el Batatais.

## Clubes
| Club                      | País   | Año            |
| ------------------------- | ------ | -------------- |
| Mirassol FC               | Brasil | 2000-2001      |
| Club Universidad Nacional | México | 2002           |
| Lagartos de Tabasco       | México | 2003           |
| Delfines de Coatzacoalcos | México | 2004           |
| Mixto EC                  | Brasil | 2005-2007      |
| Batatais Futebol Clube    | Brasil | 2008- presente |

## Estadísticas en México
| Temporada     | Equipo        | Liga | Liga  | Liga  | Liga  | Liga | Liga |   |
| Temporada     | Equipo        | #    | Part. | Goles | Asis. | TA   | TR   |   |
| ------------- | ------------- | ---- | ----- | ----- | ----- | ---- | ---- | - |
| Verano 2002   | Pumas UNAM    | 25   | 19    | 6     | 1     | 7    | 1    |   |
| Apertura 2002 | Pumas UNAM    | 25   | 10    | 2     | 1     | 0    | 0    |   |
| Clausura 2003 | Tabasco       | 27   | 6     | 2     | 0     | 1    | 0    |   |
| Clausura 2004 | Coatzacoalcos | 11   | 17    | 2     | 0     | 0    | 6    | 0 |

### Resumen estadístico
| Competencia                | Partidos | Goles |
| -------------------------- | -------- | ----- |
| Primera División de México | 29       | 8     |
| Liga de Ascenso de México  | 23       | 4     |
| Total                      | 52       | 12    |